# Flora Nudelman
Flora Nudelman (Odesa, 1 de enero de 1923-Buenos Aires, 21 de marzo de 1986) fue una concertista de piano argentina.

## Biografía
Flora Nudelman llegó a Argentina en 1929.
Se educó en el Liceo de Señoritas n.º 1, de Buenos Aires.
En el piano, fue discípula de Jorge de Lalewicz, pianista polaco afincado en Argentina (discípulo a su vez de Nikolái Rimski-Kórsakov y de Anatoli Liadov),  maestro de conocidos pianistas argentinos como Lía Cimaglia Espinosa, Pía Sebastiani, Silvia Eisenstein, entre otros.
Fue amiga y reconocida por grandes del piano como Claudio Arrau o Yolanda Carenzo.

## Conciertos
- Teatro Español en Coronel Pringles (provincia de Buenos Aires).[9]
- Biblioteca Popular Nueve de Julio, en la ciudad de Junín (provincia de Buenos Aires).[10]
- Colegio Nacional Florentino Ameghino, en Buenos Aires.[11]
- 1953 (13 de noviembre): San Jorge (provincia de Santa Fe).[12]
- 1965: Caja Popular de Ahorro de San Miguel de Tucumán, organizado por Juventudes Musicales de la Argentina, con obras de Luis Zubillaga.[13]
- 1979 (27 de mayo): Biblioteca P. Rivadavia de San Jorge (provincia de Santa Fe).[14]
- 1979-1981: Teatro Español de Santa Rosa (provincia de La Pampa).[15]
- Teatro Colón de Buenos Aires.[16]